# Lepiota cortinarius
Lepiota cortinarius J.E. Lange – gatunek grzybów z rodziny pieczarkowatych (Agaricaceae).

## Systematyka i nazewnictwo
Pozycja w klasyfikacji według Index Fungorum: Lepiota, Agaricaceae, Agaricales, Agaricomycetidae, Agaricomycetes, Agaricomycotina, Basidiomycota, Fungi.
Synonimy:
- Lepiota audreae (D.A. Reid) Bon 1981
- Lepiota cortinarius var. audreae D.A. Reid 1968
- Lepiotaa cortinarius var. flava Bas & Vellinga 1992

## Morfologia
Kapelusz
Średnica 3–8, rzadko do 10 cm. Młody – wypukły do dzwonkowatego, potem łukowaty. Powierzchnia  sucha, ze skórką dzielącą się na małe poletka, pokryta koncentrycznie ułożonymi włóknistymi, czerwonobrązowymi łuskami na białym tle. Brzeg podwinięty, z wiekiem często nieregularnie podnoszący się.
Blaszki
Wolne, dość gęste, o szerokości 3–5 mm, początkowo białe, potem żółtawe. Ostrza równe.
Trzon
Wysokość od 3 do 9 cm, średnica od 0,7 do 2 cm, walcowaty, ku podstawie poszerzający się, z niedużą, spłaszczoną bulwą. Powierzchnia często pomarszczona, gładka, jaśniejąca ku górze, włóknisto-łuskowata. Występuje osłona częściowa, po której pozostają tylko strefa pierścieniowa.
Miąższ
Biały, jędrny, o niewyraźnym zapachu i smaku.
Cechy mikroskopowe
Podstawki 19–24 × 7,2 µm. Zarodniki typu amerokonidium, owalne z lekko ściętą podstawą, gładkie, hialinowe, o rozmiarach 7,5–10 × 3–4 µm, amyloidalne. Cheilocystydy 20–25 (32) × 7,5–12 µm. Pleurocystydy rozproszone, główkowate, wąsko maczugowate, 28–40 × 12–19 µm, rzadkie i trudne do znalezienia. Pileocystydy bardzo wąskie, pozornie skręcone lub wyprostowany, grubościenne, brązowe, 120–220 × 10–18 µm. Strzępki ze sprzążkami.

## Występowanie i siedlisko
Lepiota cortinarius znana jest w niektórych krajach Europy i Ameryki Północnej. Brak jej w opracowaniu W. Wojewody z 2003 roku. Jej występowanie w Polsce w 2011 r. podali Gierczyk i in.
Saprotrof. Rośnie na ziemi, wśród igliwia.